# Maculinea teleius
Maculinea teleius är en fjärilsart som beskrevs av Johann Andreas Benignus Bergsträsser 1779. Maculinea teleius ingår i släktet Maculinea och familjen juvelvingar. Inga underarter finns listade i Catalogue of Life.

## Bildgalleri

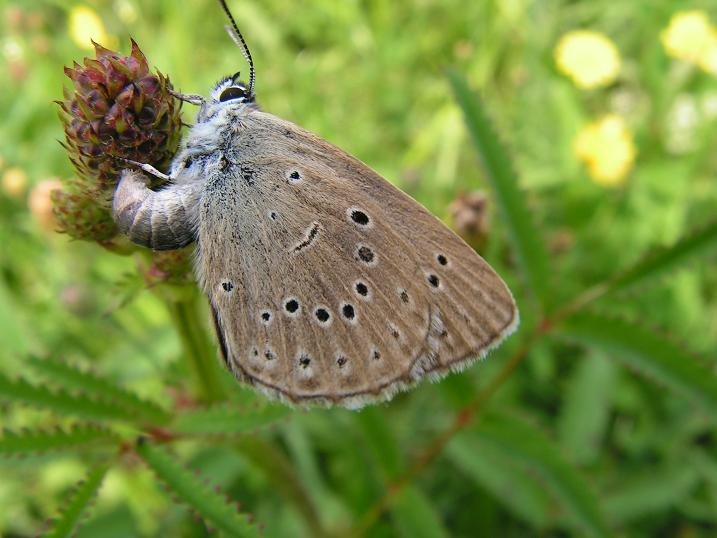
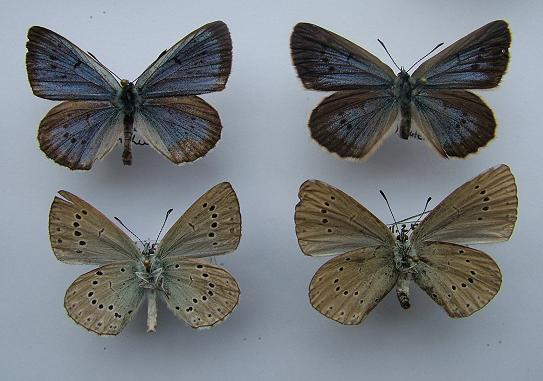
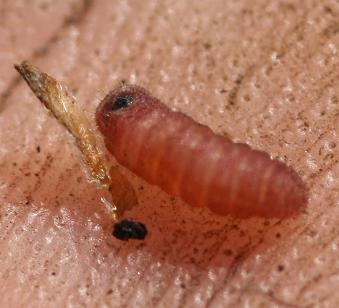
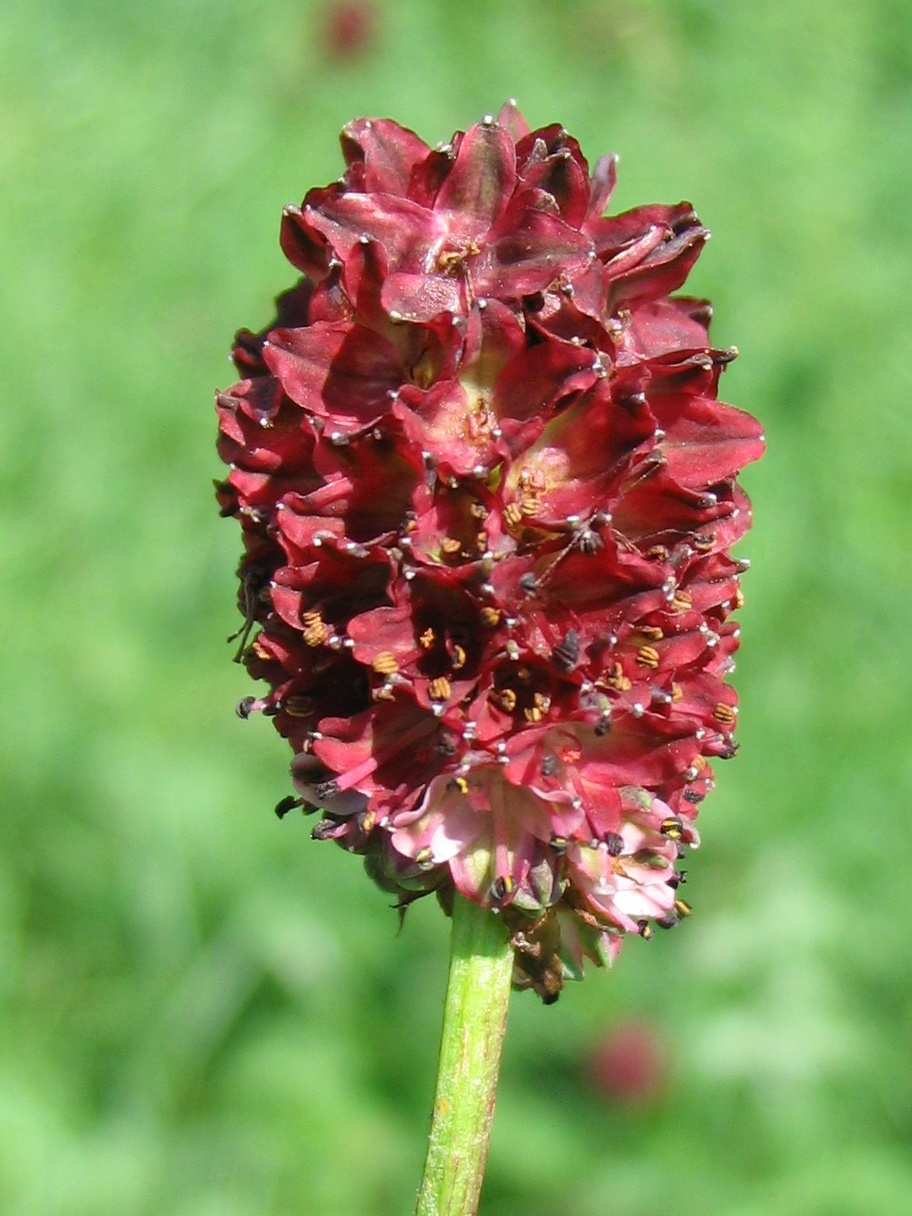
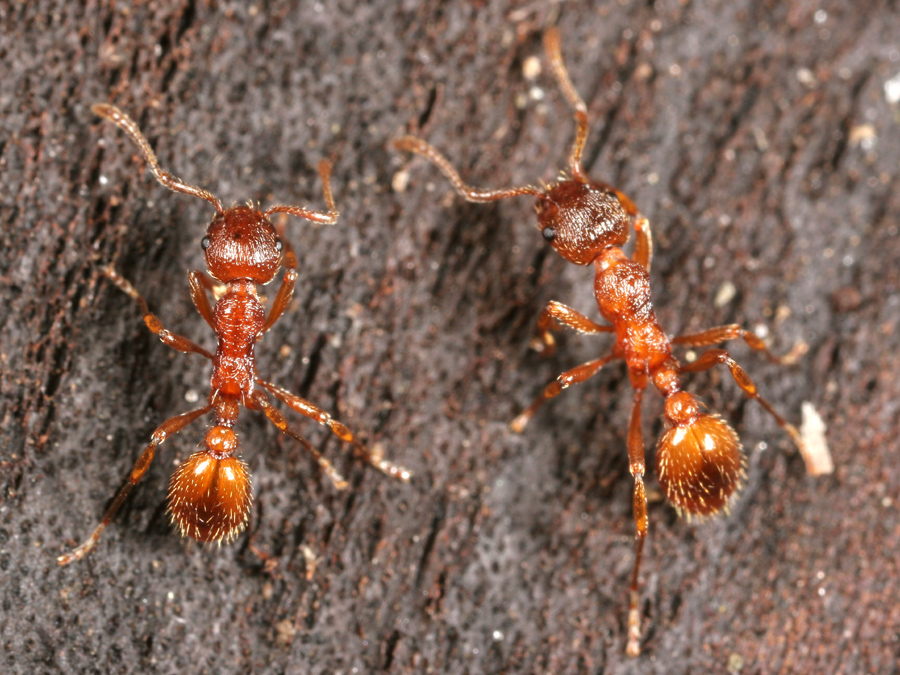
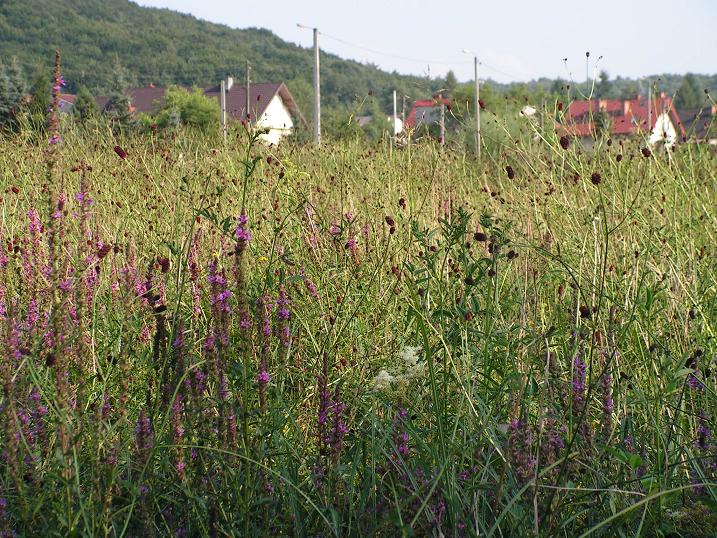